# Фешенд
Феше́нд (перс. فشند‎) — село на севере Ирана, в остане Альборз. Входит в состав шахрестана Саводжболаг. Является частью дехестана (сельского округа) Чендар бахша Чендар.

## География
Село находится в центральной части Альборза, в предгорьях южного Эльбурса, на расстоянии приблизительно 21 километра к северо-западу от Кереджа, административного центра провинции. Абсолютная высота — 1643 метра над уровнем моря.

## Население
По данным переписи 2006 года население села составляло 1948 человек (1000 мужчин и 948 женщин). В Фешенде насчитывалось 531 семья. Уровень грамотности населения составлял 72,64 %. Уровень грамотности среди мужчин составлял 76,1 %, среди женщин — 68,99 %.